# Zbigniew Namysłowski Quartet (album)
Zbigniew Namysłowski Quartet – album polskiego saksofonisty jazzowego Zbigniewa Namysłowskiego, nagrany z prowadzonym przez niego zespołem – Zbigniew Namysłowski Quartet. Płyta ukazała się jako vol. 6 serii Polish Jazz.
Album nagrany został w Warszawie w styczniu 1966. Wszystkie utwory zamieszczone na płycie to kompozycje lidera – Zbigniewa Namysłowskiego. LP został wydany w 1966 przez Polskie Nagrania „Muza” w wersji monofonicznej XL 0305 (matryce M-3 XW-619, M-3 XW-620) i stereofonicznej SXL (S-3 XW-619, S-3 XW-620). Reedycja na CD ukazała się w 2004 (PNCD 306).

## Lista utworów
Strona A
| 1. | „Siódmawka”       | 8:05  |
|    |                   |       |
| 2. | „Rozpacz”         | 6:10  |
|    |                   |       |
| 3. | „Straszna Franka” | 10:55 |
|    |                   |       |
|    |                   | 25:10 |
|    |                   |       |
Strona B
| 4. | „Chrząszcz brzmi w trzcinie” | 9:00  |
|    |                              |       |
| 5. | „Moja Dominika”              | 7:10  |
|    |                              |       |
| 6. | „Szafa”                      | 7:10  |
|    |                              |       |
| 7. | „Lola pijąca miód”           | 1:30  |
|    |                              |       |
|    |                              | 24:50 |
|    |                              |       |

## Muzycy
- Zbigniew Namysłowski – saksofon altowy
- Adam Matyszkowicz – fortepian
- Janusz Kozłowski –  kontrabas
- Czesław Bartkowski – perkusja

## Informacje uzupełniające
- Reżyser nagrania – Wojciech Piętowski
- Inżynier dźwięku – Halina Jastrzębska
- Omówienie płyty (tekst na okładce) – Józef Balcerak